# Église Saint-Jean d'Abbetot
L'église Saint-Jean d'Abbetot est une église située à La Cerlangue dans le département français de la Seine-Maritime. Elle a été classée comme monument historique sur la première liste de 1840.

## Historique
Elle est attestée avant 1066 quand Raoul de Tancarville en fait don à l'abbaye Saint-Georges de Boscherville, qui en prend le patronage.
Le chœur et tour de croisée sont du dernier quart du XIe siècle. La nef est construite au XVIe siècle avec le remploi d'une corniche romane. La tourelle d'escalier date du XVe siècle. Les baies et la façade Ouest datent du XVIIIe siècle.
La crypte et ses peintures sont restaurées par l'architecte Desmarest et le peintre Dauvergné en 1855.